# Buch am Erlbach

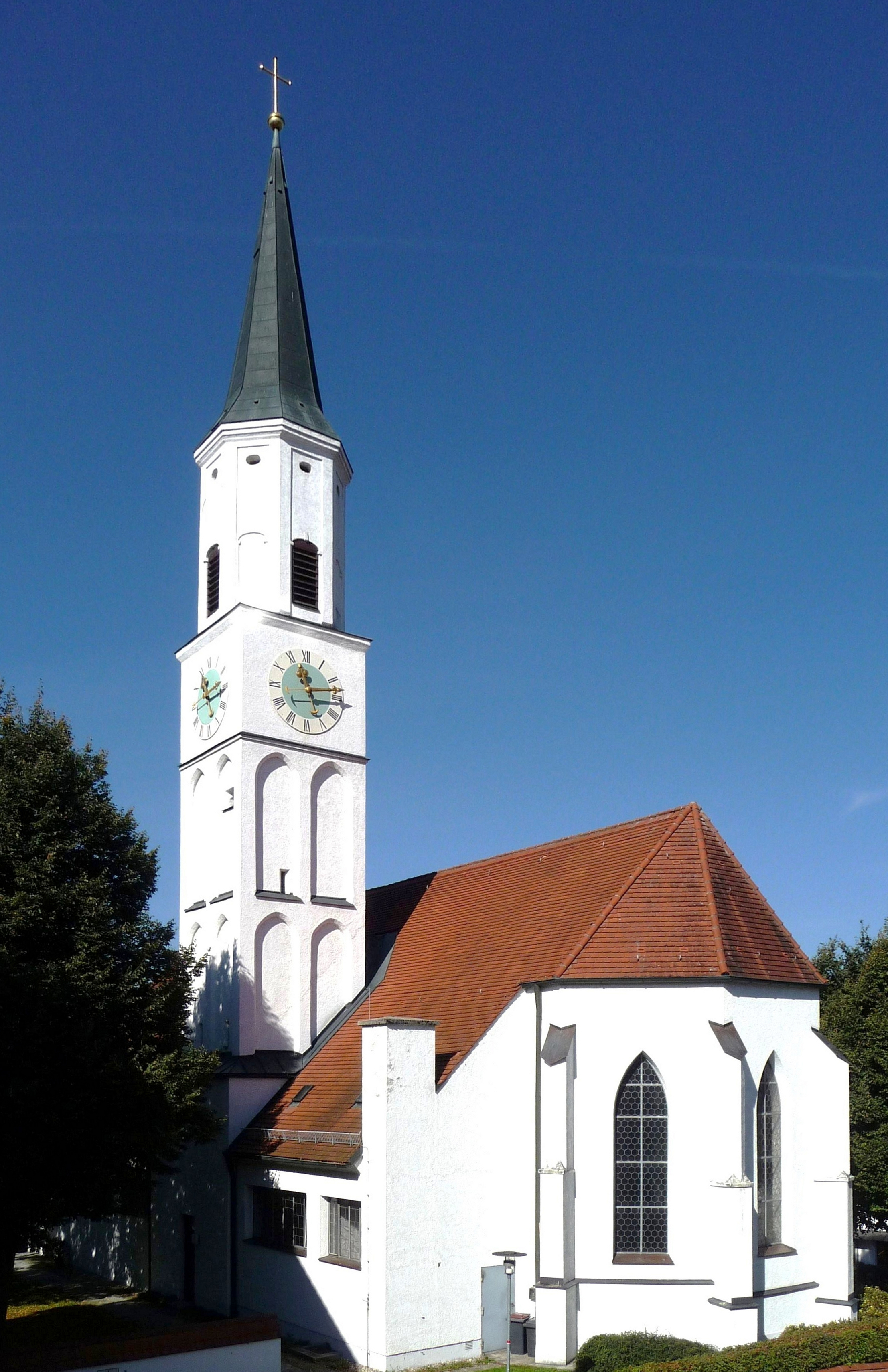
Pfarrkirche St. Peter und Paul

Buch am Erlbach (amtlich: Buch a.Erlbach) ist eine Gemeinde im niederbayerischen Landkreis Landshut und liegt an der Grenze zu Oberbayern.

## Geographie

### Geographische Lage
Die Gemeinde liegt im südöstlichen Landkreis Landshut unweit der Isar und dem Erdinger Moos. Nach Moosburg (mit Anschluss an die A 92) sind es 7 km, nach Landshut 12 km, nach Erding und Freising jeweils 25 km und zum Flughafen München knapp 30 km.

### Nachbargemeinden
- Stadt Moosburg (Landkreis Freising)
- Langenpreising (Landkreis Erding)
- Wartenberg (Landkreis Erding)
- Kirchberg (Oberbayern) (Landkreis Erding)
- Vilsheim
- Eching

### Gemeindegliederung

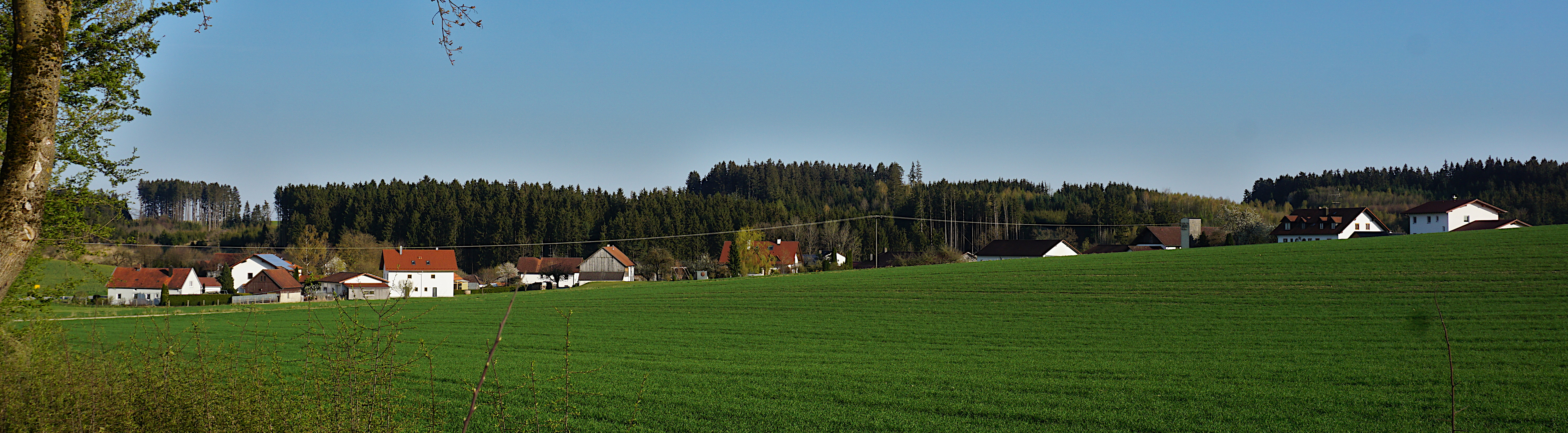
Blick auf Forstaibach

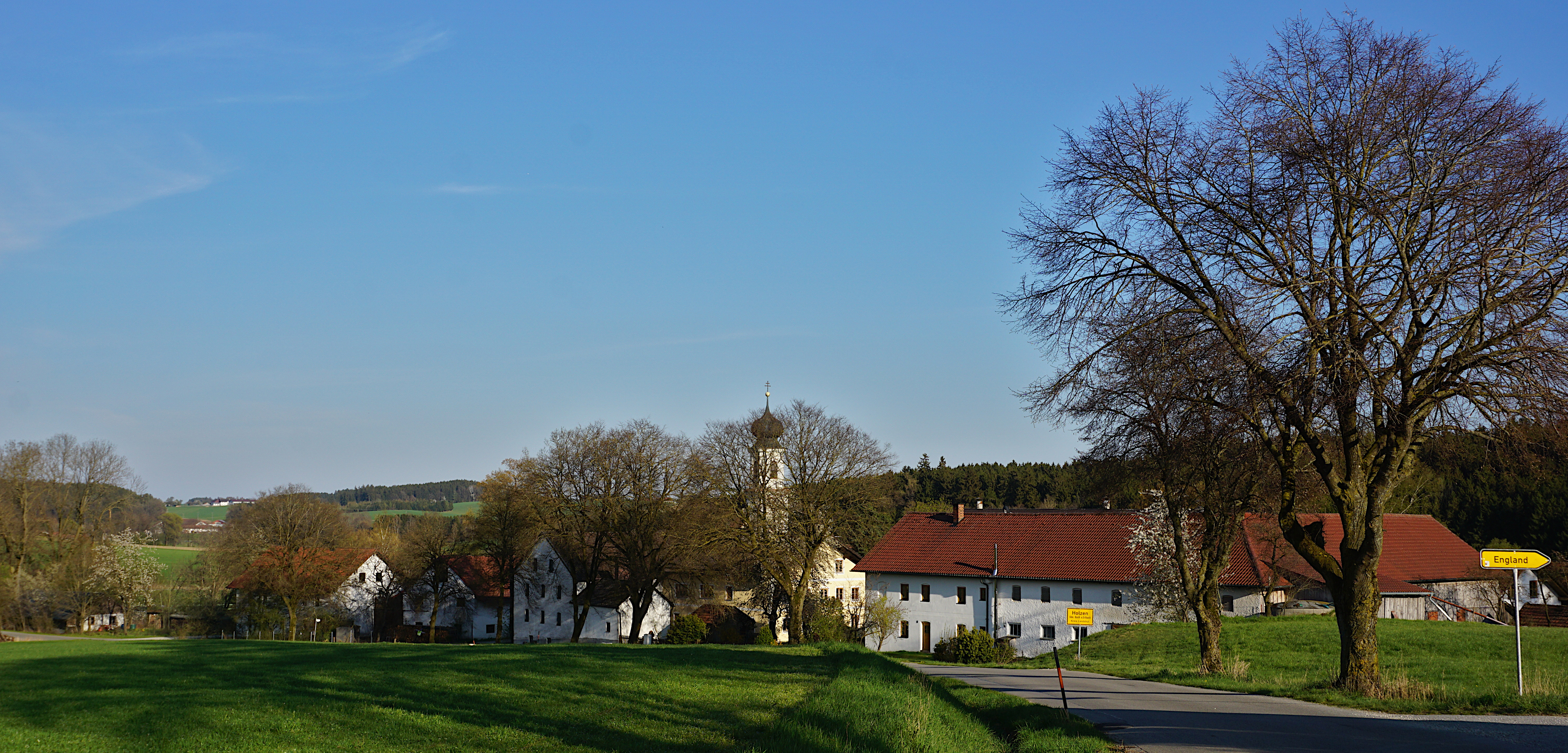
Blick auf Holzen

Es gibt 25 Gemeindeteile (in Klammern ist der Siedlungstyp angegeben):
- Bendlreuth (Einöde)
- Buch a.Erlbach (Pfarrdorf)
- Dirnaibach (Weiler)
- England (Einöde)
- Forstaibach (Dorf)
- Freidling (Dorf)
- Garnzell (Dorf)
- Gastorf (Weiler)
- Großaibacherforst (Dorf)
- Hartbeckerforst (Dorf)
- Hofenstall (Einöde)
- Holzen (Weiler)
- Holzhäuseln (Dorf)
- Hubstetten (Einöde)
- Laufenau (Weiler)
- Niedererlbach (Dorf)
- Ried (Einöde)
- Rothenkasten (Einöde)
- Sochenberg (Einöde)
- Stünzbach (Weiler)
- Thann (Kirchdorf)
- Tristl a.Damm (Einöde)
- Vatersdorf (Kirchdorf)
- Weikersting (Einöde)
- Westendorf (Weiler)

## Geschichte

### Bis zur Gemeindegründung
Das Dorf wurde bereits im 8. Jahrhundert erstmals erwähnt und ist damit älter als die meisten wichtigen Städte Bayerns. Die Entdeckung vieler Zeugnisse keltischer Siedlungstätigkeit zeigen, dass die Gegend um den Ort herum sogar noch viel früher Anziehungskraft besaß.
Die erste urkundliche Erwähnung Buchs erfolgte im Jahr 759, als ein „Edler Chuniperth von Pohe“ die in seinem Besitz befindliche Kirche „In Pohe“ an den Freisinger Bischof übertrug. Schon damals hingen diesem Besitz acht grundbare Bauern an. 782 ging dieser Besitz als Gründungsbeigabe an das Kloster Frauenchiemsee. Ab dem Jahr 1237 und bis zur Säkularisation des Klosters 1803 wurde es deren größte Hofmark.
Die Gemeinde besteht seit dem Jahr 1818 als Folge der Reformen des Grafen Montgelas.

### 21. Jahrhundert
Der Ort feierte im Jahr 2009 sein 1250. Jubiläum. Die zentrale Feier fand vom 15. bis 17. Mai 2009 statt. Neben einem etwa 2 km langen historischem Festzug mit mehr als 1250 Teilnehmern war ein historisches Lager am Festplatz aufgebaut, das bis zu 900 Mitwirkende beherbergte. Am Festwochenende wurde für die Besucher ein umfangreiches Programm angeboten.

### Eingemeindungen
Die heutige Gemeinde entstand im Zuge der Gebietsreform in Bayern am 1. Oktober 1971 durch den Zusammenschluss der Gemeinden Buch a.Erlbach und Garnzell. Am 1. Mai 1978 kam noch der westliche Teil von Vilsheim dazu.

### Einwohner
Gemäß Bayerischem Landesamt für Statistik  haben sich die Einwohnerzahlen jeweils zum 31. Dezember eines Jahres wie folgt entwickelt:
| Stand | Einwohner |
| ----- | --------- |
| 1960  | 1569      |
| 1970  | 1658      |
| 1980  | 2150      |
| 1990  | 2629      |
| 1995  | 2950      |
| 2000  | 3229      |
| 2005  | 3458      |

| Stand | Einwohner |
| ----- | --------- |
| 2006  | 3449      |
| 2007  | 3525      |
| 2008  | 3478      |
| 2009  | 3466      |
| 2010  | 3499      |
| 2011  | 3470      |
| 2012  | 3549      |

| Stand | Einwohner |
| ----- | --------- |
| 2013  | 3562      |
| 2014  | 3646      |
| 2015  | 3739      |
| 2016  | 3807      |
| 2017  | 3880      |
| 2018  | 3868      |

Seit 1972, dem Jahr der Gemeindereform, hat sich die Einwohnerzahl bis 2015 um 2011 Personen erhöht. Das entspricht einem Wachstum von 116,38 Prozent. In den letzten zehn (fünf) Jahren wuchs die Einwohnerzahl um 8,41 (7,75) Prozent.
| Alter         | Einwohner nach Alter |
| ------------- | -------------------- |
| jünger als 18 | 19,8 %               |
| 18 bis 29     | 12,3 %               |
| 30 bis 49     | 30,5 %               |
| 50 bis 64     | 20,0 %               |
| älter als 65  | 17,4 %               |

## Politik
Acht Monate nach Kriegsende fanden am 27. Januar 1946 die ersten Kommunalwahlen (Gemeinderatswahlen) in den kreisangehörigen Gemeinden Bayerns statt. In den Monaten April und Mai 1946 folgten dann noch die ersten Wahlen der Bürgermeister, Landräte sowie Kreistage. 2006 wurde das 60-jährige Jubiläum begangen.

### Gemeinderat und Bürgermeisterin
Das im nebenstehenden Diagramm dargestellte Ergebnis der Gemeinderatswahl am 15. März 2020 führte zu folgender Sitzverteilung im Gemeinderat von Buch:
| Partei / Liste                                | Sitze |
| Christlich-Soziale Union in Bayern (CSU)      | 5     |
| Sozialdemokratische Partei Deutschlands (SPD) | 2     |
| Neue Liste Buch (NLB)                         | 4     |
| Wählergruppe Thann/Vatersdorf                 | 3     |
| Junge Liste (JL)                              | 2     |

Bürgermeisterin von Buch ist Elisabeth Winklmaier-Wenzl (CSU). Bei der Bürgermeisterstichwahl am 29. März 2020 erhielt sie  56,48 Prozent der gültigen Stimmen. Die  Wahlbeteiligung lag bei 75,62 Prozent.

### Gemeindefinanzen
Im Jahr 2020 betrugen die Gemeindesteuereinnahmen 4.357.000 Euro, davon waren 1.216.000 Euro Gewerbesteuereinnahmen (netto). Eine weitere Einnahmequelle von Gemeinden sind Schlüsselzuweisungen.
In Folge einer entsprechenden Bewertung der Wirtschaftskraft der Gemeinde sind die Schlüsselzuweisungen von 638.164 Euro im Jahr 2019 um 9,4 Prozent auf 577.932 Euro für das Jahr 2020 zurückgegangen.
| Zuweisungen an           | Jahr    | Jahr    | Jahr    | Jahr    | Jahr    | Jahr    |
| Zuweisungen an           | 2015    | 2016    | 2017    | 2018    | 2019    | 2020    |
| ------------------------ | ------- | ------- | ------- | ------- | ------- | ------- |
| Gemeinde Buch am Erlbach | 597.976 | 540.248 | 432.556 | 592.712 | 638.164 | 577.932 |

### Verwaltung / Zweckverbände
Die Gemeinde erbringt 304 verschiedene behördliche Leistungen. Seit Mai 2020 ist Elisabeth Winklmeier-Wenzl Bürgermeisterin der Gemeinde. Ein Teil der Verwaltungsaufgaben wird von interkommunalen Zweckverbänden erledigt.
Die Gemeinde ist Mitglied in folgenden Zweckverbänden:
- Gewässerunterhaltungszweckverband Landshut-Kelheim-Dingolfing-Landau
- Regionaler Planungsverband Landshut
- Schulverband Buch a.Erlbach

### Wappen
| Wappen von Buch am Erlbach | Blasonierung: „In von Gold und Blau gespaltenem Schild zwei Buchenblätter mit bis zum unteren Schildrand durchgehenden gekreuzten Stielen in verwechselten Farben.“ |
| Wappen von Buch am Erlbach | Wappenbegründung: Das Gemeindewappen ist vom ältesten bekannten Familienwappen der Pucher übernommen, die sich nach ihrem Sedlhof Buch am Erlbach nannten, wo sie vom frühen 14. Jahrhundert bis 1587 ununterbrochen belegt sind. Die Buchenblätter reden sowohl für die Pucher selbst als auch für den Gemeindenamen Buch. Der Namenszusatz am Erlbach ist seit 1431 belegt. Das Wappen weist große Ähnlichkeit mit dem seit 1479 bekannten Wappen des Benediktinerinnenklosters Frauenchiemsee auf, das seit Mitte des 12. Jahrhunderts mit Buch verbunden war. Buch am Erlbach war bis zur Säkularisation 1803 die bedeutendste Hofmark des Klosters. Dieses Wappen wird seit 1967 geführt. |

## Bau- und Bodendenkmäler
- Schloss Buch am Erlbach

## Wirtschaft und Infrastruktur

### Land- und Forstwirtschaft
| Betriebsgröße in ha | Anzahl der Betriebe | Anzahl der Betriebe |
| Betriebsgröße in ha | 1999                | 2010                |
| ------------------- | ------------------- | ------------------- |
| unter 5             | 9                   | 2                   |
| 5 bis unter 10      | 11                  | 8                   |
| 10 bis unter 20     | 16                  | 9                   |
| 20 bis unter 50     | 19                  | 15                  |
| 50 oder mehr        | 9                   | 10                  |
| Gesamt              | 64                  | 44                  |

### Breitbandversorgung
Im Rahmen der Richtlinie zur Förderung des Aufbaus von Hochgeschwindigkeitsnetzen im Freistaat Bayern vom 10. Juli 2014 steht den Gemeinden ein Förderbetrag von mindestens 500.000 Euro und maximal 950.000 Euro zur Verfügung; für Buch am Erlbach beträgt dieser 780.000 Euro.

### Bauen und Wohnen
| Gemeindeteil      | Wohnbauflächen ausgewiesene Baugebiete | unbeplanter Innenbereich | ausgewiesene gewerbliche Bauflächen | Einheimischen- Modell | Ackerland |
| ----------------- | -------------------------------------- | ------------------------ | ----------------------------------- | --------------------- | --------- |
| Buch am Erlbach   | 155 €                                  | 155 €                    | 60 €                                | 140 €                 | 7 €       |
| Buch am Erlbach   | 195 € BP Metzgerfeld                   | 155 €                    | 60 €                                | 140 €                 | 7 €       |
| Niedererlbach     | 145 €                                  | 145 €                    | 70 €                                |                       | 7 €       |
| Holzhäuseln       | 100 € BP Erlbachquelle                 | 130 €                    |                                     |                       | 7 €       |
| Hartbeckerforst   | 100 €                                  | 100 €                    |                                     |                       | 7 €       |
| Vatersdorf/ Thann | 145 €                                  | 145 €                    |                                     | 120 €                 | 7 €       |

### Verkehr
Die Gemeindeteile werden durch 40 km Gemeindestraßen verbunden. Seit Mitte Dezember 2023 besteht die MVV-Buslinie 687 Moosburg - Thann (Buch a Erlbach); in Moosburg bestehen Zuganschlüsse nach München und nach Landshut.

## Persönlichkeiten
- Olivier Ndjimbi-Tshiende (* 1949), Priester und Professor für Moraltheologie, hatte hier sein erstes Seelsorgeramt
- Anton Landersdorfer (* 1955), Professor für Kirchengeschichte an der Universität Passau